# Cartuja de Vall de Cristo

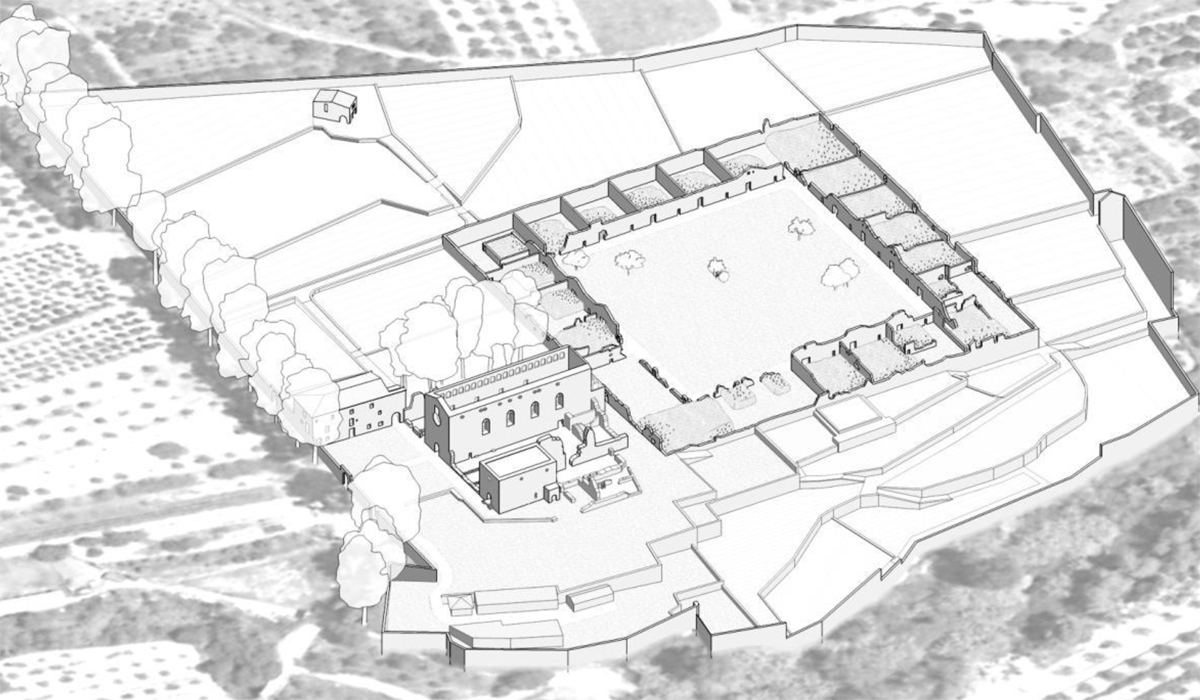
Axonometría de la Cartuja de Vall de Cristo en 2012

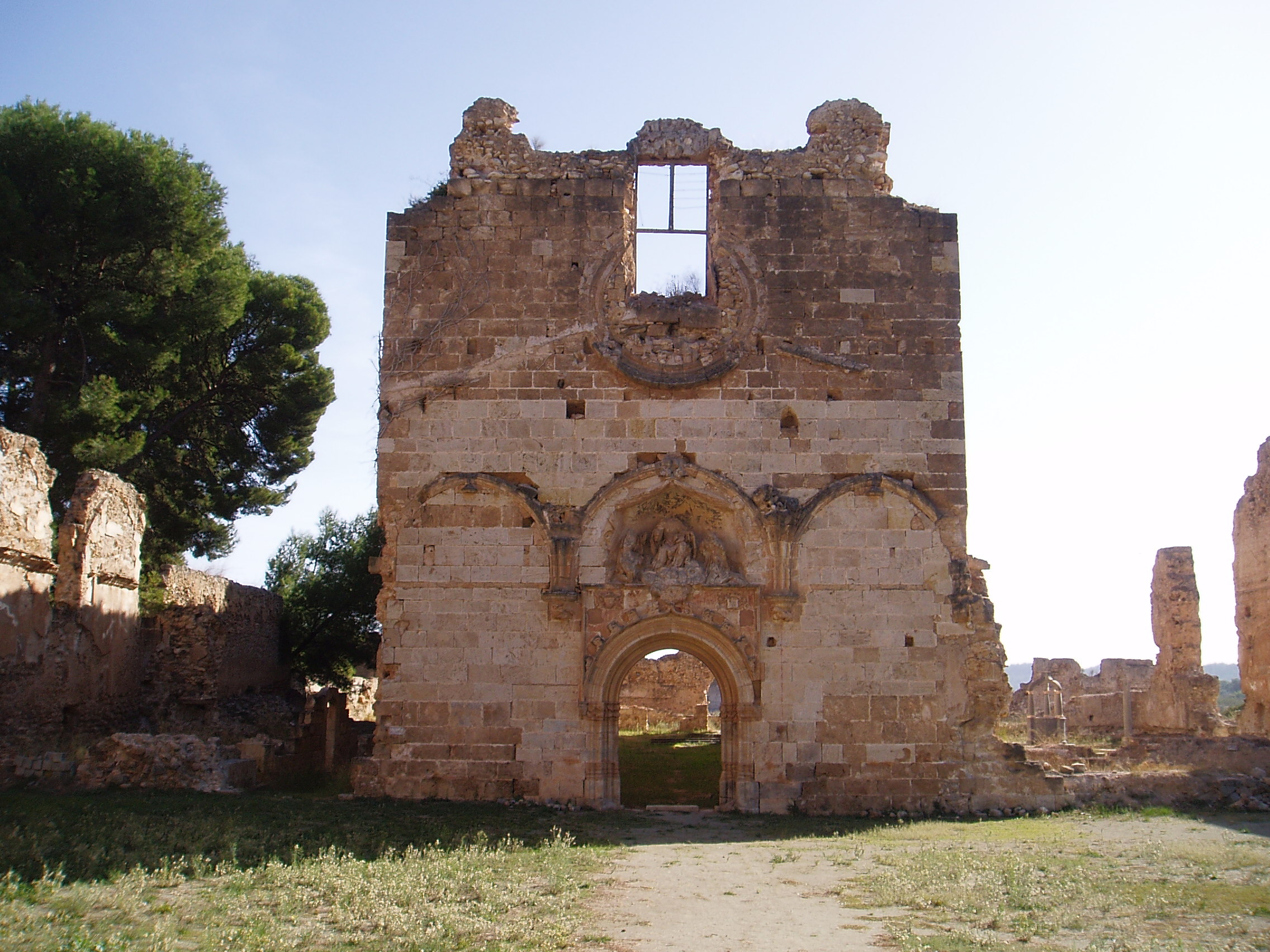
Iglesia Mayor o de Nuestra Señora de los Ángeles antes de la consolidación de sus muros realizada en 2008

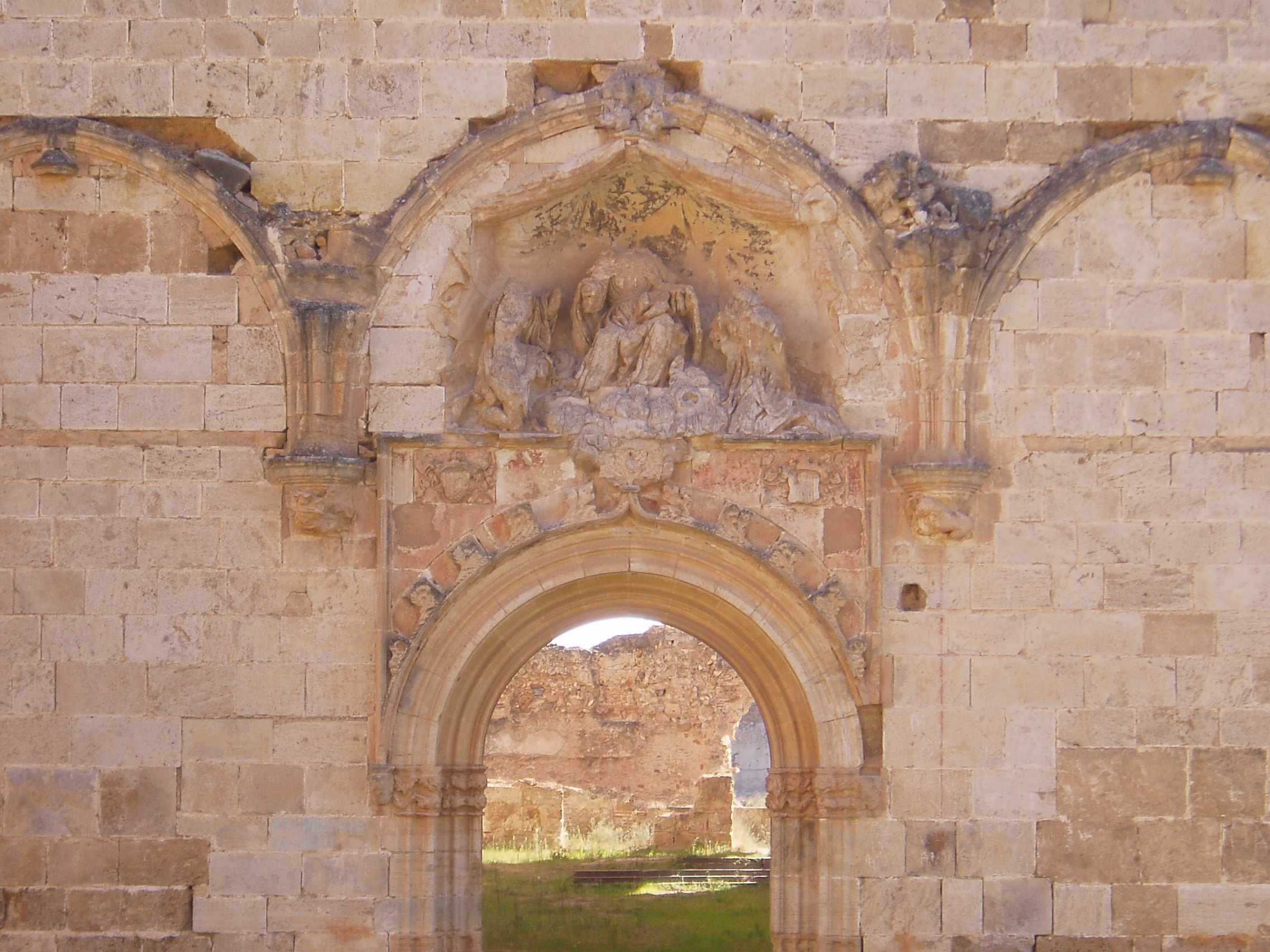
Detalle de la fachada de la Iglesia Mayor

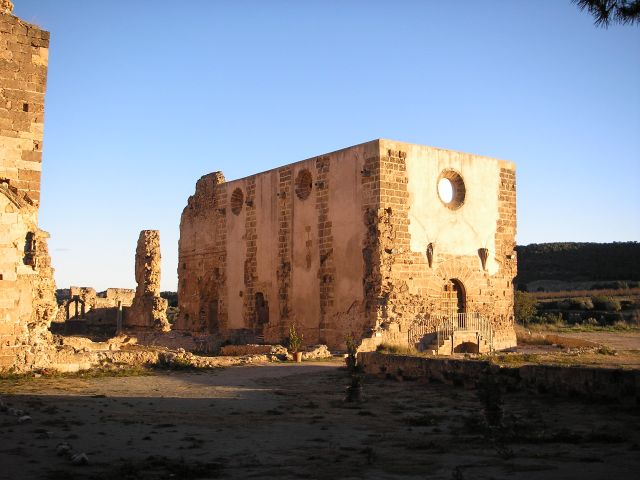
Iglesia de San Martín

La cartuja de Vall de Cristo (en valenciano Valldecrist) es un monasterio cartujo situado en el término municipal de la  Villa de Altura, a la cual pertenece, en la comarca del Alto Palancia de la provincia de Castellón, en la Comunidad Valenciana, España. 
La cartuja de Vall de Cristo estuvo vigente durante seis siglos y fue uno de los centros eclesiásticos y de más contundencia histórica que alberga la Comunidad Valenciana. Mientras estuvo en pie diversos papas la visitaron, se celebraron grandes encuentros de índole eclesiástico y su control abarcaba numerosas propiedades como villas, fábricas, masías, terrenos y viviendas dispersas por todo el Reino de Valencia.

## Historia
Fuente: Libro "Historia de la villa de Altura. Desde sus orígenes a la actualidad".

### Fundación (sigloXIV)
La cartuja de Vall de Crist situada en la Villa de Altura fue fundada por el entonces infante Don Martín de Aragón, que luego reinaría como Martín el Humano en 1385 gracias a una bula papal concedida por Clemente VII, primer antipapa del Gran Cisma de Occidente en el año 1383. El lugar elegido fue el Valle de Cánava, en donde el rey compró unas pequeñas masías que serían la base de la futura Cartuja. Tras su fundación con rango real le fue concedido el señorío de las cercanas villas de Altura y Alcublas además de otros lugares y privilegios menos importantes.
La importancia de la cartuja se puede deducir por los personajes que moraron en ella como Bonifacio Ferrer, que llegó a ser prior mayor, San Ignacio de Loyola o el antipapa Benedicto XIII, así como las importantes decisiones que en ella se tomaron.
En 1386 se colocó la primera piedra de la iglesia de San Martín que es uno de los escasos edificios que aún se conservan y se comenzó la construcción del claustro. Ese mismo año se confirma como el primer prior de Vall de Crist al Padre Juan Berga. A partir de ese momento se irán edificando las distintas dependencias de la Cartuja.
Ese mismo año (1386), Pedro IV de Aragón, concedió a la recién inaugurada cartuja los herbajes del Condado de Jérica, de cuyo arrendamiento sacaban un considerable censo anual.
En 1391 Martín I el Humano, donó la Villa de Altura, conjuntamente con la villa de Alcublas a la cartuja de Vall de Crist. (Algunos han datado esta fecha en 1407).
En el año 1397, Benedicto XIII, el papa Luna, morador ocasional del monasterio, le anexionó la Rectoría de la iglesia parroquial de Castellón, pese a las protestas de los clérigos y vecinos ésta.
En 1399 se inició en la cartuja de Val de Crist la construcción del claustro mayor, también en estilo gótico, como los anteriores. Y la construcción de la iglesia Mayor, terminados ambos 1428.

### Rápida y fuerte expansión (sigloXV)

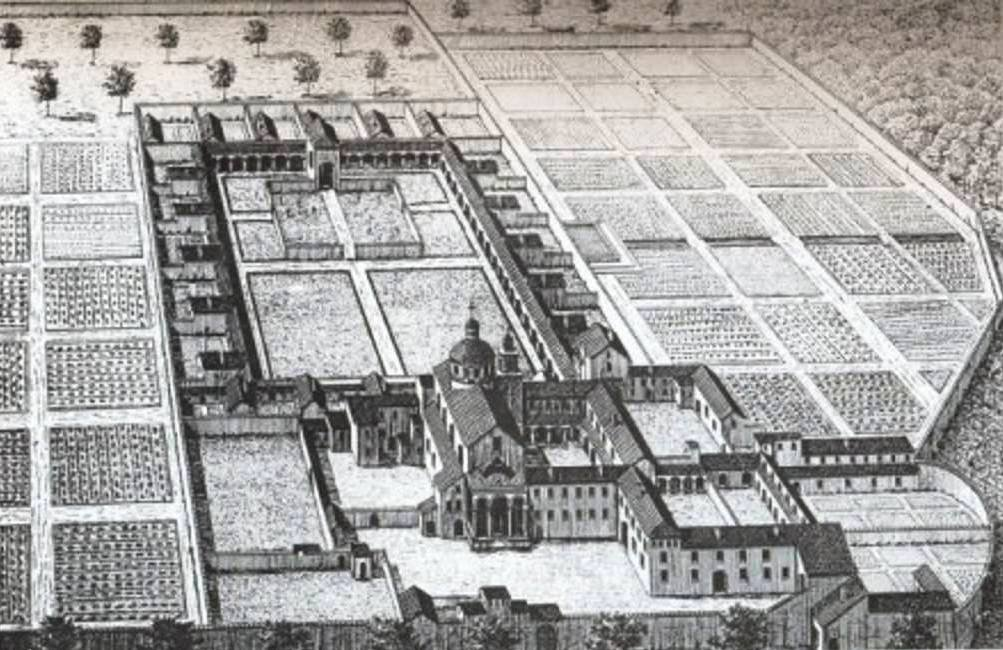
Grabado sobre la apariencia de la cartuja de Vall de Crist en su esplendor.

Durante el año 1401, año en que murió el primer prior de la Cartuja, Juan Berga, el rey Martín y la reina María de Luna, permanecieron cerca de siete meses entre la cartuja y las poblaciones de Altura y Segorbe, afianzando así la construcción de la iglesia de San Martín.
En el año 1407, el infante y después rey Martín I de Aragón y su mujer María de Luna concedieron a la cartuja de Vall de Crist grandes donaciones tanto económicas como territoriales, destacando la cesión de las rentas de la morería de Segorbe y de Vall de Almonacid.
Otra vía de entrada de concesiones y adquisiciones las proporcionaban los testamentos y la compra directa de bienes inmuebles o de censos cargados sobre ciudades, instituciones o particulares, consiguiendo de esta manera un considerable legado económico. Así, la ciudad de Valencia, el Obispo y varios vecinos de Segorbe, los señores de Gaibiel y Albalat y villas como Jérica, Almazora, Carlet, Vall d'Uixó, Jávea, Moncofar, Oliva, Bétera, Muro, Sollana, Castellnovo, Turís, Nules y Manzanera, pagaban sus debidos censos.
Ese mismo año (1407), la cartuja de Vall de Crist renunció a los fueros de Aragón para someterse a los de la ciudad de Valencia.
El 5 de junio de 1409, la cartuja de Vall de Crist compró a Ferrandis de los Arcos, el "raval" de la Villa de Altura, para así integrar parte de sus dominios y con la intención de que la comunidad sarracena no quedara fuera de su jurisdicción. La venta ascendió íntegramente a tres mil florines de oro de Aragón.
En 1410, llega a la cartuja Bonifacio Ferrer, hermano de san Vicente Ferrer y prior general de la Orden de San Bruno (San Bruno, creó los monasterios cartujos); Bonifacio Ferrer, convirtió la Cartuja en sede de celebración de seis Capítulos Generales, así como en un lugar de reunión del cónclave del Compromiso de Caspe.
En 1417 muere Bonifacio Ferrer y es enterrado en el nuevo cementerio situado en el claustro Mayor.
Por la cartuja iban pasando personajes importantes de la historia de España, como el padre Luis Mercader (prior entre 1489 y 1491), embajador y confesor del rey Fernando el Católico, Ignacio de Loyola, el papa Benedicto XIII, etc.
En los primeros siglos de la Cartuja, la principal actividad fue la ganadería. Las veredas, hoy prácticamente perdidas, tuvieron una gran importancia para la trashumancia, ya que conectaban las tierras altas de Teruel con los valles del Palancia y del Turia. Confluían en la Torrecilla, lugar estratégico donde se han localizado diversos yacimientos que demuestran su uso ya en épocas prehistóricas.
La cartuja de Vall de Crist adquirió durante este siglo un gran poder, al recibir el diezmo de las poblaciones cercanas y al poseer innumerables viviendas en pueblos dispersos por toda la zona Valenciana, desde Altura, Segorbe, Jérica la propia Valencia, entre otras. Los cartujos construyeron las denominadas bodegas de "Las veinticuatro", una serie de bodegas donde elaboraban vino. También construyeron el horno de la Villa, un horno moruno situado en la actual calle del Horno. En la actual calle la estrella, se construyó el Torcedor, lugar donde se fabricaban velas.
Existió una tejería regentada por un morisco, el cual se la vendió al vicario perpetuo de Altura, Mosén Jaime, el 21 de septiembre de 1470. Esta sería la que posteriormente se convertiría en el Batán del trapo.
En 1428 se terminaron de construir en la cartuja de Vall de Crist el claustro mayor, iniciado en 1399 y la construcción de la iglesia mayor, de estilo gótico como el resto de construcciones.
Durante los dos prioratos de Fray Luis Mercader entre 1489 y 1511, las rentas y construcciones del Cenobio se multiplicaron.

### Expulsión sarracena (sigloXVI)
Se construyó durante el siglo XVI el denominado Batán del trapo, en la partida del Abrotón. Lugar donde se lavaba la lana, extraída de su ganado; y dónde se realizaba tejido, además aprovechaba la seda que se fabricaba en las casas de los Alturanos/as para escaldarla y enviarla a las fábricas de Valencia.
Funcionaba con agua proveniente del Manantial de la Esperanza. Y con la construcción del Molino de los Frailes, el agua se canalizaba de una forma mejor.
Este Batán, estaba edificado donde anteriormente existió una tejería regentada por un morisco, el cual se la vendió al vicario perpetuo de Altura, Mosén Jaime, el 21 de septiembre de 1470. 
Mosén Jaime, posteriormente donó el batán junto con otras propiedades a la cartuja de Vall de Crist.
Las telas de aquí extraídas pasarían a la sastrería de la cartuja de Vall de Crist, donde eran convertidas en vestimentas y hábitos.
En 1525, en una Historia de Portaceli, aparece la fecha exacta de la expulsión de los moriscos de Altura por parte de Vall de Crist: «Se hicieron muchos al monte, que juntos con los de Segorbe i Vall de Cristo, hasta quatro mil se retiraron a la Sierra de Espadán, de donde hazían surtidas para robar...». Ese mismo año el prior Marqués se hace eco en su libro de la expulsión de 1525: «Lo monestir llança los moros del raval y poblá de christians». Este acto supuso el fin de la morería de Altura. Diseminadas por las poblaciones serranas permanecieron estas familias moras, hasta su definitiva expulsión en el año 1609.
En 1531, el pueblo de Altura construyó una balsa, denominada la "Balsa Mayor", cofinanciada por la cartuja de Vall de Crist, que aportó 200 libras para obtener derecho de riego en sus posesiones. En esta enorme balsa de riego se recogerían desde entonces las aguas del Manantial de la Esperanza una vez empleadas como fuente energética en los molinos del monasterio y en el Batán del trapo; éstas aguas estaban destinadas después al riego de los huertos que rodeaban al pueblo, ampliándose así las tierras de regadío.
En 1546 el valenciano Juan Villuga, recorrió el camino histórico que unía la Cartuja de Portaceli con ésta y lo expuso en el libro Reportorio de todos los caminos de España...

### Continua expansión (sigloXVII)
Junto con la masía El Batán, propiedad de la cartuja de Vall de Crist, a unos 150 metros, los frailes construyeron el denominado "Molino de los Frailes" para aprovechar la fuerza motriz del manantial de La Esperanza, traída hasta aquí por una acequia atribuida también a los religiosos, aunque posiblemente de origen anterior, y gracias a la cual la población de Altura se vio beneficiada con el riego de sus huertas.
En 1683 el propio batán poco a poco fue rediseñado, con la aprobación de la Cartuja, para producir papel de estraza, debido a los cambios que poco a poco se producían y a las distintas necesidades de la época.

### Sede de importantes eventos eclesiásticos y primer abandono (sigloXVIII)

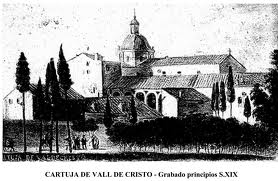
Grabado sobre la apariencia de la Cartuja de Vall de Crist en su época de esplendor.

En 1728 en el Batán del trapo se realizó una gran reforma para fabricar papel blanco de calidad. Antes ya se realizaba papel, pero era papel de estraza.
A la vez que fue sede de importantes celebraciones, destacando la Congregación Nacional de los Cartujos españoles en el año 1785.
Toda esta bonanza económica llevó a que las crónicas de la época consideraran a esta cartuja como una de las más importantes y ricas de la península ibérica.
La historia contemporánea de la Cartuja se ve alterada por sucesivos abandonos y regresos, el primer abandono se produjo en 1706 durante la guerra de sucesión, por el temor a las represalias que pudiera tomar contra ellos Felipe de Borbón, tras la marcha a Valencia, dado que el prior José Tomás Ferrer había prestado obediencia al archiduque Carlos, los monjes abandonaron la Cartuja volviendo pasado aproximadamente medio año después.

### Dos nuevos abandonos y desamortización (sigloXIX)
Un nuevo abandono se produjo entre 1808 y 1815 tras la invasión de las tropas napoleónicas, regresando a la cartuja con la Restauración de Fernando VII.
Los acontecimientos históricos determinaron otra exclaustración en 1820 durante el Trienio Liberal, tras esto, volverían en 1823.
En 1835, siendo prior el padre Bruno Rogel, que hacía el número 105, se promulgó el decreto-ley de Mendizábal, por el que se suprimían los monasterios y conventos con menos de doce profesos. El 3 de septiembre, el prior recibía un oficio comunicándole que abandonara la cartuja.
A partir de estos momentos comienza el proceso de deterioro y venta sistemática de este monasterio, con los resultados visibles en la actualidad. Las obras de arte se repartieron por doquier, el mobiliario en lotes, y poco a poco se fueron desperdigando todas sus riquezas.

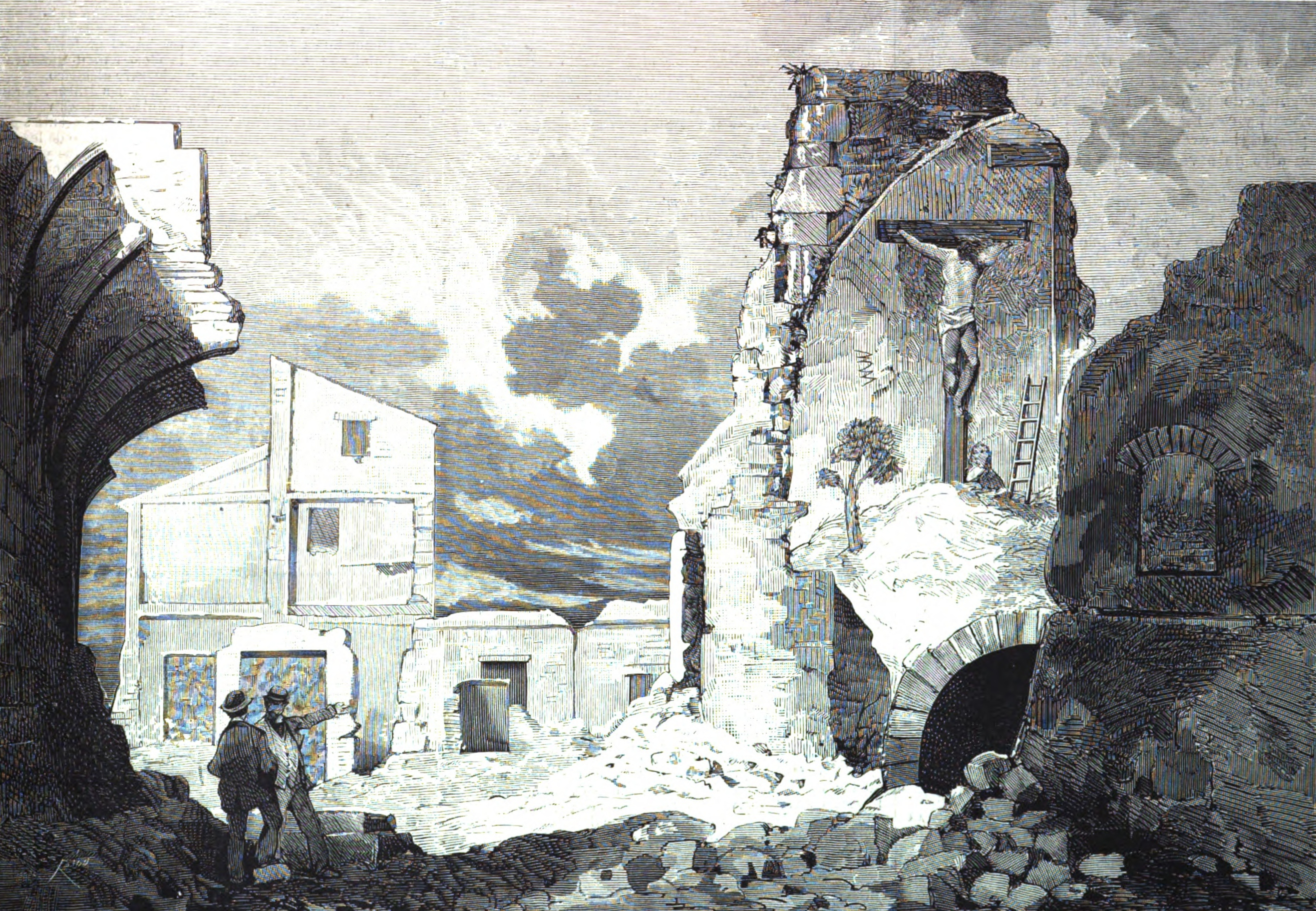
Ruinas de una capilla de la cartuja en un grabado a partir de dibujo de Gonzalo Valero publicado en 1880 en La Ilustración Española y Americana

En 1835, tras la exclaustración, las tierras de regadío que circundaban el convento que provenían del manantial de la Esperanza y que desembocaban en la balsa Mayor, entraron en años de litigios con Segorbe, pero esta balsa, consiguió el fallo hacia Altura y que esta conservase las aguas del manantial de la Esperanza.

### Siglo de abandono (sigloXX)
En la actualidad y debido a la desamortización de Mendizábal, que provocó el abandono de la cartuja, se encuentra en estado de ruinas conservándose apenas la iglesia de San Martín y la iglesia Mayor, de la cual se pueden ver los tres lienzos de la portada y los laterales. El claustro fue adquirido por la ciudad de Segorbe a mediados de 1800, con este se construyó un lavadero y posteriormente fue instalado en el jardín del botánico Pau. Las puertas y retablos se encuentran en el Museo "La Luz de las Imágenes" situada en la localidad vecina a Altura, Segorbe. El altar mayor se encuentra en la Iglesia San Miguel Arcángel de Altura. El pozo original se encuentra en la Avenida Agustín Sebastián, habiendo en la cartuja una fehaciente copia del Original.

### Etapa de restauración (sigloXXI)
En el 2003 se funda la «Asociación Cultural Cartuja Vall de Crist» desde este momento se ha invertido mucho dinero en la recuperación de la hospedería, así como todo el entorno que formaba parte de propiedades particulares.
El 29 de marzo de 2005, la construcción de la autovía derribó gran parte del Batán del Trapo, quedando en pie parte de los cimientos y parte de su estructura como recuerdo para las futuras generaciones. Así es como se perdió uno de los vestigios que la vinculaban a Vall de Crist, su escudo, hasta entonces visible y en buen estado sobre la puerta principal. Tampoco ha quedado nada de la conducción de agua que lo abastecía, aunque sí se ha conservado, aunque muy modificado la acequia que llevaba el agua sobrante hacia el monasterio.
El 12 de enero de 2007, la Consejería de Cultura, Educación y Deporte declaró Bien de Interés Cultural (BIC) la cartuja de Vall de Cristo con la categoría de monumento. La declaración culminó un largo proceso iniciado con la resolución de incoación como Monumento Histórico-Artístico en el año 1984 por la Consejería de Cultura de Valencia. El expediente fue retomado en el 2005 bajo los criterios de la nueva Ley 4/ 1998 de Patrimonio Cultural Valenciano, por la Dirección General de Patrimonio Cultural de esta Región.
El año 2009, la «Asociación Cultural Cartuja Vall de Crist» inició un proyecto para recuperar el camino que unía la Cartuja de Porta Coeli con esta. Dicho trazado fue el que en el año 1546 recorrió y describió el valenciano Juan Villuga en el libro Reportorio de todos los caminos de España... El trazado de la nueva senda incrementa con nueve kilómetros el antiguo trazado del camino, que en su conjunto suma ahora un total de 33, eso sí, mejor planificados y con posibilidad de beber en diversas fuentes y aljibes.  La principal característica de este trazado es que discurre en su mayor parte por término de Altura y por tierras que el cenobio alturano dominaba desde casi su fundación, como son las que rodean la Masía de Uñoz.
Durante el proceso de recuperación se han reconstruido diversas secciones de la Cartuja y se ha colocado la estatua dedicada a san Bruno, realizada por el escultor valenciano José Esteve.

## Las leyendas

### La fundación
Hay quien dice que estando el Infante Don Martín (el Humano) durmiendo la siesta, vio en sueños cómo bajaba Cristo desde el cielo para juzgar a los mortales y en su presencia se manifestaban todas las señales que han de preceder al Juicio Final en el Valle de Josafat: se conmovió la tierra...
Así que, queriendo fundar Don Martín un monasterio cartujo y acordándose de esta visión, decidió encomendar la búsqueda de un lugar entre sus tierras que se pareciese al Valle de Josafat.
En aquellos días se encontraba por allí un peregrino que había venido de dicho Valle; este, junto a otros señores de la Corte, algunas personalidades del mundo religioso y Don Martín, tras visitar varios puntos de la región, encontraron el lugar en el que ahora está fundada la Cartuja, una hoya que ciñe Altura, ya que el viajero le había dicho al Infante que "en todo lo visto no hallaba puesto que se pareciese más al Valle de Josafat".

## La Cripta de "Luis Mercader"
En el año 1515, Luis Mercader, antiguo prior de la cartuja y obispo de Tortosa, era enterrado en la cripta de la Capilla de María Magdalena de la cartuja de Vall de Crist quedando en la memoria de todos la santidad de su vida.
Las Crónicas de la Cartuja dicen que pasados largamente más de 83 años después de su muerte, unos monjes abrieron la cripta para ver las reliquias del santo. Llegaron al arca en la que se encontraba el cuerpo y hallaronle tan fresco y entero como el mismo año en que le enterraron. Tenía las barbas rubias y los hábitos tan enteros como cuando lo bajaron a la cripta, y no desprendía ningún género de mal olor. Después de haber, sus hermanos los religiosos, alabado al Señor por haber conservado incorrupto el cuerpo del Padre Don Luis Mercader, cerraron la cripta.
Pasados después de esto hasta unos 50 años, que serían 134 desde su muerte, la curiosidad y la devoción de otros monjes quisieron ver sus venerables reliquias y, así, abrieron de nuevo la cripta encontrando su cuerpo tan entero y fuerte como la primera vez. Y, queriendo uno de ellos arrancarle un diente para guardarlo como reliquia, se resistió tanto como si estuviera vivo. Después de haber tomado otras reliquias volvieron a cerrar la cripta.
Fuente: Libro Historia de la Villa de Altura. Desde sus orígenes a la actualidad.

## Priores
| Prior | Nombre                         | Fechas    | Prior | Nombre                           | Fechas    |
| ----- | ------------------------------ | --------- | ----- | -------------------------------- | --------- |
| 1     | Juan Berga                     | 1385-1401 | 54    | Juan Monter (2.ª vez)            | 1625-1627 |
| 2     | Pedro de Podiolo               | 1402-1414 | 55    | Agustín Camanyas                 | 1627-1630 |
| 3     | Francisco Gisbert              | 1414-1415 | 56    | Andrés Albero                    | 1630-1633 |
| 4     | Juan Sanz                      | 1417-1421 | 57    | Enrico Tristani                  | 1633-1638 |
| 5     | Pedro Jordán                   | 1421-1425 | 58    | Pedro Benavent                   | 1638-1644 |
| 6     | Francisco Maresmes             | 1425-1433 | 59    | José Villar                      | 1644-1649 |
| 7     | Juan Blanch                    | 1433-1435 | 60    | Gerónimo Frígola                 | 1649-1651 |
| 8     | Bernardo de Forno              | 1435-1443 | 61    | Martín Altarriba                 | 1651-1652 |
| 9     | Antonio Palomar                | 1443-1449 | 62    | José del Villar (2.ª vez)        | 1652-1660 |
| 10    | Antonio Oliver                 | 1449-1459 | 63    | Juan Francisco Almazora          | 1660-1662 |
| 11    | Pedro Andrés                   | 1459-1467 | 64    | Joaquín Alfaura                  | 1662-1664 |
| 12    | Pascual de San Juan            | 1467-1468 | 65    | Vicento Navarro                  | 1666-1670 |
| 13    | Pedro Andrés (2.ª vez)         | 1468-1479 | 66    | Diego Rodríguez                  | 1670-1673 |
| 14    | Gabriel de Tesarach            | 1480-1482 | 67    | Luis Albero                      | 1673-1675 |
| 15    | Juan Falacia                   | 1482-1483 | 68    | Gaspar Gil                       | 1675-1680 |
| 16    | Miguel Añón                    | 1483-1486 | 69    | Francisco Jubero                 | 1680-1683 |
| 17    | Miguel Blasco                  | 1487      | 70    | Pedro Pastor                     | 1683-1686 |
| 18    | Pedro Ruff                     | 1487-1489 | 71    | Juan Tárrega                     | 1686-1688 |
| 19    | Luis Mercader                  | 1489-1491 | 72    | Pedro Villanova                  | 1688-1690 |
| 20    | Guillén de Besaldú             | 1491-1494 | 73    | Juan Viñals                      | 1690-1692 |
| 21    | Luis Mercader (2.ª vez)        | 1494-1511 | 74    | Gaspar Gil (2.ª vez)             | 1692-1693 |
| 22    | Gerónimo de Novara             | 1511-1514 | 75    | Gregorio Mascarell               | 1693-1697 |
| 23    | Domingo Gil                    | 1514-1517 | 76    | Gaspar Blanes                    | 1697-1699 |
| 24    | Alberto Claramunt              | 1517-1523 | 77    | Juan Bautista Péris              | 1699-1703 |
| 25    | Lorenzo Verra                  | 1523-1526 | 78    | José Tomás Ferrer                | 1703-1712 |
| 26    | Bernardo Margarit              | 1526-1536 | 79    | Andrés Pérez de Sarrió           | 1712-1720 |
| 27    | Jaime Soria                    | 1536-1540 | 80    | José Tomás Ferrer (2.ª vez)      | 1720      |
| 28    | Mateo Peris                    | 1540-1542 | 81    | Andrés Pérez de Sarrió (2.ª vez) | 1720-1729 |
| 29    | Pedro de San Andrés            | 1542-1544 | 82    | Tomás Giner                      | 1729-1737 |
| 30    | Juan de Castro                 | 1544-1548 | 83    | Francisco Plana                  | 1737-1738 |
| 31    | Gerónimo Alpont                | 1548-1552 | 84    | José Palomar                     | 1738-1753 |
| 32    | Mateo Peris (2.ª vez)          | 1552-1554 | 85    | Baltasar Gil de Federic          | 1753-1758 |
| 33    | Juan Bautista Torrón           | 1554-1558 | 86    | Juan Echave y Ansorena           | 1758-1767 |
| 34    | Juan Teixidor                  | 1558-1562 | 87    | Felipe Pérez de Arganza          | 1767-1769 |
| 35    | Francisco Marqués              | 1562-1564 | 88    | Ignacio Aparicio                 | 1769-1771 |
| 36    | Juan Bautista Torrón (2.ª vez) | 1564-1569 | 89    | Francisco Zaragozi               | 1771-1788 |
| 37    | Jaime Cenedo                   | 1569-1576 | 90    | José Pastor                      | 1788-1789 |
| 38    | Juan Bellot                    | 1576-1581 | 91    | Ignacio Aparicio (2.ª vez)       | 1789-1792 |
| 39    | Francisco Juan Sangenis        | 1581-1583 | 92    | Agustín Sebastián Passau         | 1792-1795 |
| 40    | José Maycas                    | 1583-1587 | 93    | Francisco Bonet                  | 1795-1800 |
| 41    | Bernardino de Alba             | 1587-1590 | 94    | Lorenzo Soler                    | 1801-1803 |
| 42    | Joaquín Amigó                  | 1591-1593 | 95    | Miguel Valiente                  | 1803-1808 |
| 43    | Juan Bellot (2.ª vez)          | 1593-1599 | 96    | Luis Barreda                     | 1808-1815 |
| 44    | Francisco Martínez             | 1599-1601 | 97    | Vicente Canelles                 | 1816-1819 |
| 45    | Juan Miralles                  | 1601-1602 | 98    | Gabriel Fornes                   | 1819-1824 |
| 46    | Juan Valero                    | 1602-1604 | 99    | Antonio Casino                   | 1824-1826 |
| 47    | Luis Mascarell                 | 1604-1609 | 100   | Vicente Canelles (2.ª vez)       | 1826-1828 |
| 48    | Matias Ferrer                  | 1609-1614 | 101   | Vicente Fornes Balaguer          | 1828-1829 |
| 49    | Onofre Ripoll                  | 1614      | 102   | Patricio Miguel Aloy             | 1829-1831 |
| 50    | Gaspar Ximeno                  | 1615-1620 | 103   | Tomás Aloy                       | 1831-1835 |
| 51    | Juan Monter                    | 1620      | 104   | Teodoro Ruiz                     | 1835      |
| 52    | Martín Cunzarret               | 1620      | 105   | Bruno Rogel                      | 1835      |
| 53    | Felipe Tronchoni               | 1620-1625 | -     | -                                | -         |

Fuente: Libro Historia de la Villa de Altura. Desde sus orígenes a la actualidad.

## La vida en la cartuja
Alrededor del Claustro Mayor se disponen las celdas en las que vivían individualmente los monjes.
El Cartujo no sale nunca de su celda; allí mismo duerme y también come los alimentos que recibe a través de una pequeña ventana situada junto a la puerta de entrada. Así mismo, debe cuidar de la limpieza y aseo de su celda, en donde vivía en soldead y silencio buscando la unión con Dios por medio de la oración, la meditación, el estudio y el trabajo manual que también debe de realizar en el interior de la misma.
Los monjes cartujos no abandonaban nunca el monasterio, no salían al aire libre si no era en los huertos rigurosamente amurallados. Su único camino consistía en ir de la celda a la Iglesia y al Claustro Mayor. Se reunían en la Iglesia todos los días para asistir al oficio divino, Misa conventual, Vísperas y Maitines.
El régimen alimenticio cartujo es sobrio y sano. Comen en silencio, el domingo en comunidad, y durante medio año hacen una sola comida al día. No prueban la carne en toda su vida, excepto la de tortuga, que casi siempre es criada en el mismo Monasterio.
Dentro del recinto de la Cartuja, los únicos que podían comer carne eran los sirvientes y criados por lo que la zona que ocupaban estos se denominaba "el Infierno", cuya puerta aún puede verse en el muro exterior de la cartuja de Vall de Crist.
Los monjes se acuestan sobre las 20h y se levantan a las 0.00h para rezar hasta las 2 o las 3 de la madrugada (Maitines) y luego las horas Prima (6 de la mañana), Tercia (8 de la mañana), Sexta (mediodía), Nona (4 de la tarde) y Completas (6 de la tarde). Todas estas oraciones se hacen en la celda, donde un cartujo no sale ni para comer.
En el claustro Mayor se encontraba el cementerio. Los cartujos eran enterrados en fosas excavadas en el suelo, envueltos simplemente con una sábana o lienzo. Sobre la tumba no se colocaba nunca el nombre.

### Las celdas de los cartujos
La celda de un cartujo tenía como mobiliario un camastro de madera con un saco de paja y dos mantas más almohada, un banco, una mesa y una estantería con dos únicos libros de que podían disponer. En la pared podían tener colgado un crucifijo o un cuadro de devoción. La celda tenía un pequeño añadido que servía como cuarto de estar. Desde ella se accedía al huerto. Por uno de sus lados había un corredor que la aislaba de la panda del claustro, para evitar posibles turbaciones. Este corredor tenía a su vez un pequeño pórtico por el que podía entrar el prior al huerto para inspeccionarlo y dar el visto bueno. Todos los huertos estaban protegidos por un muro que rodeaba el conjunto monástico. Por el otro lado había otro corredor que conducía hasta la letrina que se encontraba al fondo. En el lado opuesto había una estrecha abertura que daba a la panda del claustro. Por esta abertura un hermano o converso depositaba la comida que solía consistir en pan, jarra de vino y alguna otra cosa que no produjese el huerto.
Las celdas de los cartujos se mantuvieron siempre sobrias y pobres sin que la suntuosidad de la iglesia o del resto del monasterio (cuando la hubiera) las contaminase en ningún sentido.

### El horario de los cartujos
La vida diaria de un monje cartujo incluye varias actividades sugeridas que varían en cada cartuja, pero en general siguen el mismo patrón que incluye los oficios como Maitines, Laudes, Prima, Tercia, Sexta, Nona, Vísperas y Completas. Estos oficios dan el ritmo fundamental a la jornada de un cartujo. Cada hora del oficio del día es precedida o seguida del oficio de la Santísima Virgen.
| Hora  | Actividad                       | Fin                                                                                             |
| ----- | ------------------------------- | ----------------------------------------------------------------------------------------------- |
| 23:30 | Levantarse-Oración en la celda  | La oración en la celda, en el medio de la noche es uno de los momentos más ricos de la jornada. |
| 0:15  | Maitines y Laudes               | Dependiendo del día, estos oficios duran entre dos y tres horas.                                |
| 6:30  | Levantarse                      | La hora no es fija, pero prepara para las 7:00                                                  |
| 7:00  | Prima-Angelus                   | El tiempo que sigue al Angelus está consagrado a la oración o a la Lectio Divina                |
| 8:00  | Misa conventual                 | Se lleva a cabo en la Iglesia                                                                   |
| 10:00 | Tercia                          |                                                                                                 |
| 12:00 | Angelus - Sexta                 |                                                                                                 |
|       | Comida y recreación             | Tiempo libre                                                                                    |
| 14:00 | Nona                            |                                                                                                 |
|       | Trabajo manual y estudio        | El equilibrio estudio-trabajo manual depende de cada monje.                                     |
| 16:00 | Vísperas de la Santísima Virgen |                                                                                                 |
| 16:15 | Vísperas                        | En la iglesia                                                                                   |
|       | Colación, lectura, oración      | Lectura de un libro de autor espiritual o de la Palabra de Dios.                                |
| 18:45 | Angelus - Completas             |                                                                                                 |
| 19:30 | Acostarse                       | Libertad entre 19:30 y 20:00                                                                    |

Descontado el tiempo de sueño, comida, aseo y trabajo manual, el padre cartujo dedica 14 horas a la oración y el estudio, de ellas 6 en la iglesia y 8 en la celda.
El hermano cartujo (cartujo sin ordenar) dedica 7 horas diarias a los trabajos u oficios manuales, que se denominan obediencias. El reparto del trabajo lo hace el procurador. Como no tienen tanto tiempo para los oficios como los padres, están dispensados para algunos de ellos. Todos los hermanos hacen cada año un retiro de 8 días en sus celdas.

## Partes de la Cartuja
- Iglesia de San Martín la Iglesia comenzó a construirse en el año 1386, siguiendo las características del gótico valenciano de la época, sobrio, sin contrafuertes y con muros de gran grosor. En su interior se encontraban las numerosas obras de arte de gran valía entre los que se puede citar el retablo de la Santa cena de Jacomart, hoy en la catedral de Segorbe, y dos arcas a ambos lados de la puerta principal conteniendo los restos de Luis Cornel y Dalmau de Cervelló junto a sus escudos y paveses que todavía se conservan en el museo de la Diputación de Castellón.

- Subterráneo de San Martín bajo la Iglesia de San Martín se edificó un subterráneo al que se accede por una puerta con arco de medio punto, casi completamente destruido en la actualidad. Desde aquí descendiendo por una amplia escalera, se accede a su interior en el que resalta su bóveda de crucería y un estrecho y profundo túnel construido como canal de desagüe de la estancia. Junto a la escalera se localiza una fuente que comunica directamente con la cisterna del claustro de San Jerónimo y que, por medio de un inteligente sistema de conducciones, permanecía siempre llena.

- Cocina  se localiza junto al Refectorio o comedor del monasterio. En ella se distinguen tres zonas o dependencias: la Sala de Portadores (cajas en las que se llevaba la comida a las celdas de los monjes), la Despensa (con sus hornacinas o alacenas para guardar los alimentos) y la Cocina propiamente dicha, en la que destacan dos molinos de piedra, el fogón, la pila para limpiar los útiles y su piso embaldosado, con una inclinación que facilitaba la limpieza del suelo al conducir directamente las aguas hacia un sistema de canales que la rodeaban completamente. Desde la cocina se accedía por una escalera a la celda del hermano cocinero.

- Refectorio se sabe que se concluyó el día de Todos los Santos del año 1456. De este edificio todavía puede verse los restos de los muros y el arranque de algunas de sus arcadas. Es el edificio que marca la prolongación de la Iglesia de San Martín. Se supone que como todos los de las cartujas, estaría dividido en dos zonas por un crucero marcando la división entre la zona de los padres y la de los hermanos. Así mismo, dispondría de un púlpito desde donde se harían las lecturas. En sus paredes había pinturas de valor.

- Claustro de San Jerónimo o de la Cisterna no hay referencias concretas sobre su construcción. Por las características parece edificado en la primera mitad del siglo XVII. Estaba compuesto por arcos, basa y capiteles de mármol. En este claustro había una cisterna de considerables dimensiones. Se abastecía de agua de lluvia recogida de los tejados de la Iglesia mayor, la de San Martín y otras con vertientes hacia el claustro, así como del agua procedente del manantial de la Esperanza. Poseía desgüe por el subterráneo de la Iglesia de San Martín. Los restos de este claustro se encuentran dispersos por los alrededores: el pozo en Altura, y algunas puertas de mármoles que rodeaban el claustro en el ayuntamiento de Segorbe.

- Capillas:

- Capilla de la Hospedería común parece ser que se construyó en vida del Papa Luna, ya que llevaba las insignias y nombre del pontífice.

- Capilla de San Nicolás, Santa Catalina y Santa Bárbara fundada por Francisco Ramos, madre de Don Pedro Barberán monje de Vall de Crist. Se construyó bajo el priorato de Francisco Maresme (1426-1424). No hay datos para localizar esta capilla, pero debió situarse en el claustro de San Jerónimo.

- Capilla de San Andrés apóstol, Santa Úrsula y Santa Egipciana la fundó mosén Andrés García, presbítero de Valencia. Se levantó como las anteriores durante el priorato de Francisco Maresme.

- Capilla de San Antonio o del Santísimo Cristo la edificó mosén Antonio Bou, canónigo y vicario general de Valencia, durante el priorato de Maresme. Parece ser que se localizaría en el claustro de San Jerónimo.

- Capilla de Santa María Magdalena la fundó el padre Luis Mercader. Estaba próxima al pórtico de entrada de la Iglesia Mayor y se podía acceder a ella desde la Iglesia. En ella recibió sepultura Luis Mercader

- Capilla de Almas también la mandó construir Luis Mercader. Estaba situada en el claustro mayor, formando un edificio aislado. A los pies de esta capilla estaba la tumba de fray Bonifacio Ferrer.

- Capilla de San Sebastian debía de estar situada frente a la celda prioral. El altar de esta capilla es un retablo de Juan de Juanes del que solo se conservan los colaterales de San Vicente Ferrer y de San Bruno, que se encuentran en los museos de Arte de Cataluña.

- Capilla de San Hugo la única referencia que tenemos, es que fue donada en 1607 a Alconch, mercader de Valencia, por el prior Luis Mascarell.

- Capilla de la Virgen de los Desamparados no se sabe nada de la fecha de su construcción. Se sabe de su existencia por unas reformas de mayo de 1744 en que se reponen sus vidrieras.

- Iglesia Mayor es de época anterior a la reforma barroca. La fecha de construcción se desarrolló paralelamente a la del  claustro Mayor. La primera piedra fue colocada en 1405 mediante una ceremonia presidida por Martín I (el Humano). No sse sabe con certeza cuando se acabó esta Iglesia, pero debió ser hacia la mitad del siglo XV. La inauguración se demoró mucho, tuvo lugar el 13 de octubre de 1549, fue dedicada a la Virgen María. San Juan Bautista y los santos cuyas reliquias se colocan en el altar. Con anterioridad a esta fecha en 1522 se había edificado el pórtico delantero que cubría el grupo escultórico de la entrada. Es obra de Miguel Magaña, maestro constructor de Segorbe. Se sabe que antes de la reforma barroca, de 1633, se colocan los restos de los hijos de Martín I que hasta entonces se hallaban en la Iglesia de San Martín. Los restos de lo que fue la iglesia gótica se pueden ver hoy al haberse deteriorado el revestimiento barroco, como:

- La puerta de entrada de un gótico tardío.
- Las ventanas ojivales.
- Los restos del rosetón de la fachada principal.
- Arranques de las bóvedas de crucería de la sacristía, el resto se ha perdido.

En el siglo XVII esta iglesia sufrió una transformación dentro del estilo barroco. En 1634 se derribó la primitiva bóveda de crucería dotándola de nuevas bóvedas, cornisas, molduras y arcadas. También se transformarán los huecos de las ventanas. Autor de esta renovación fue el arquitecto y albañil Martín Dorinda. Así mismo, se construyó el muro que atravesando el presbiterio, separó la nave de la Iglesia del tras-sagrario. La cúpula de media naranja se construyó más tarde, en 1665 y su autor Juan Claramunt, cambió el campanario del lado del evangelio, donde se encontraba, al lado de la epístola. También en esta época se hizo el retablo mayor, su autor fue Miquel de Urliens, natural de Huesca. Los restos del Retablo se encuentran en el altar mayor de la Iglesia de Altura.
- Sacristía se accede a ella desde la Iglesia Mayor, es una estancia de pequeñas dimensiones con cúpula en la cabecera, en la que se guardan numerosas reliquias atesoradas por la Cartuja a lo largo de su historia, entre ellas se puede citar: el altar portátil del rey Martín I, una de las espinas de la corona de Cristo, un cabello de la Virgen, un pedacito de la vara de Moisés...
- Tras-Sagrario es el espacio situado en la parte posterior del Altar Mayor, estaba dividido en tres estancias. Las crónicas de la Cartuja, nos hablan de que tenía una cúpula con linterna, cornisa y ventanas primorosamente trabajadas.
- Campanarios el primitivo campanario se encontraba situado, en un primer momento a la izquierda de la Iglesia Mayor, al que se accedía por una escalera situada junto a la sacristía. Posteriormente con la reforma barroca se trasladó a la parte derecha, junto al claustro de San Jerónimo.
- Capítulo debió construirse al mismo tiempo que el Claustro Mayor (posiblemente se inició hacia 1405).  La sala se allaba situada al fondo del claustro de San Jerónimo, limitando con el paso porticado que lo separaba de las celdas del Claustro Mayor. Sirvió de albergue para los capítulos generales que celebró Fray Bonifacio Ferrer y para todas las reuniones de importancia que se celebraban en el cenobio. En el interior del Aula capitular existía un grupo escultórico en terracota que tenía como tema central "La Pasión de Cristo"; además las paredes estaban adornadas con seis lienzos con el mismo tema.
- Claustro Mayor se inició en 1405; es de puro estilo ojival. Su forma era cuadrada y a cada lado había una nave de pórticos de estilo ojival de 80 m de longitud por 4 de ancho que formaban el claustro. El perímetro interior del claustro estaba encuadrado por unas arcadas de piedra labrada sostenidas por pilastras. En el interior del claustro, estaban : el huerto y dos cementerios (el de los padres y el de los hermanos, donados y criados; entre estos dos cementerios estaba la capilla de Almas. Donde convergían los cementerios y el huerto se encontraba una gran cruz de piedra de estilo ojival. Desde el claustro se accedía a las celdas, había un total de 24, seis por cada lado. Ocupaban una superficie de 114 m², la mitad destinada para la vivienda y la otra mitad para el jardín. Todas las celdas tenían en su jardín una pequeña balsita para el riego (el agua la llevaban por una especie de canalizo). También desde el claustro había comunicación con las celdas a través de un ventanillo por el que los monjes recibían su comida. Las celdas se componían de: jardín, vestíbulo, leñera, taller en la planta baja. En el piso superior se encontraba: oratorio, gabineste, estudio, dormitorio. La celda prioral se diferenciaba de las demás por ser mucho más grande. Rodeando el claustro, existían lienzos como: "El Juicio Final" de Santo Tomás de Villanueva, "La Soledad de María", "La Ultima Cena".

- Paso Porticado Septentrional: era una galería cubierta con crucería, cuyos arranques pueden observarse en la pared exterior de la Iglesia Mayor. Este Paso unía el patio de entrada de la Cartuja con la entrada del Claustro Mayor. En uno de sus laterales se localizó, durante las excavaciones, la inscripción conmemorativa de la consagración de la Iglesia Mayor (depositada actualmente en el Ayuntamiento de Altura).
- Capilla Exterior se localiza junto al paso septentrional y tenía acceso tanto desde este paso como desde el paso de entrada, por lo que se supone que estaba abierta al público. Primitivamente estaba dividida en dos partes, aunque posteriormente se derribó el muro central unificando el espacio en una sola nave. Aparecen todavía restos del altar y de las primitivas pinturas que cubrían sus paredes.
- Puerta del Infierno recibe este nombre una pequeña puerta que desde el exterior del recinto amurallado daba acceso a la cocina de los criados y zona de servicios. Su nombre se debe al hecho de que allí se consumían alimentos prohibidos por la regla cartujana.

## Otros lugares pertenecientes a la Cartuja
- Masía del Batán  a 2 km de la población. Edificio derruido por la construcción de la autovía, detrás del edificio se encuentran también unos petroglifos señalizados de origen medieval destinado por los monjes cartujos a la fabricación de paños y posteriormente a la elaboración de papel. Precisamente sobre la puerta ha quedado uno de los vestigios que la vinculan a Vall de Crist, su escudo, todavía visible y en buen estado. Otro escudo aparece detrás de la masía, en la denominada Piedra del Escudo, conocida de esta manera por contener esculpido en esta enorme roca un blasón ovalado de la Casa de Aragón, del que se desconoce su autor y cronología. El Molino de los Frailes se encuentra a unos 150 metros de la masía y fue construido por los frailes en el siglo XVII para aprovechar la fuerza motriz del manantial de La Esperanza, traída hasta aquí por una acequia atribuida también a los religiosos, aunque posiblemente de origen anterior, y gracias a la cual la población de Altura se ve beneficiada con el riego de sus huertas, eso sí, tras muchos años de litigios y juicios con Segorbe, que pretendía conservar para sí esta toma de aguas del manantial que en su término nace.
- Masía de Cucalón a 15 km de la Villa de Altura, es una construcción con solera de origen medieval, que formó parte del entramado de Masías ubicadas en el marco de actuación de la cartuja de Vall de Crist, siendo en tiempos muy apreciados los productos agrícolas y ganaderos que en sus tierras se criaban y cultivaban. Conserva su estructura original en un entorno de gran valor ecológico y etnológico.
- Masía de Ribas situada a 8 km de la Villa de Altura, por la carretera que nos lleva al Santuario de la Cueva Santa y Alto de Montmayor, en dirección a la localidad de Alcublas. (carretera comarcal C-224).Se cree, que es una construcción de origen medieval. Solo existe una declaración de testigos ancianos sobre las costumbres y usos que tenían los masoveros del lugar de Rivas, ante el escribano de Altura, Juan Andreu, de 1412. Parece ser que era una alquería dependiente de la villa de Altura, por eso, al no existir constancia del establecimiento en este lugar de propietario alguno, cuando se produjo la donación de D. Martín de las Baronías de Altura y Alcublas a la Cartuja, esta tomó posesión de su dehesa.

- Masía de San Juan de esta edificación, cabe destacar su recinto amurallado que cierra por completo la masía, de planta cuadrada y con fábrica de mampostería, poseyendo algún tramo almenado. Las esquinas de los amurallamientos, están fortificadas con torreones cúbicos fabricados a base de mampostería y sillarejo. Posteriormente, se han añadido nuevas construcciones que han modificado en parte su aspecto original. Aun así, la masía presenta una imagen semejante a un castillo medieval. Esta masía fue propiedad de la vecina Cartuja de Val de Crist, que construyó en el siglo XVIII en los alrededores un azud en la Rambla, la acequia y su balsa, para regar las tierras de esta masía y de la próxima del Más de Valero.
- Ermita de la Esperanza el pueblo celebra en el monte de la Esperanza, el segundo día de Pascua, una misa en honor a la Virgen de la Esperanza, tras esto se reparte vino por el ayuntamiento y la gente se lleva un almuerzo popular. Está situado junto al Manantial de la esperanza. En la cima junto a la Ermita se erigen las ruinas del Monasterio de Frailes Los Jerónimos perteneciente a la cartuja de Vall de Crist.
- Monasterio de Frailes Los Jerónimos actualmente en ruinas, este monasterio situado en lo alto de la montaña de la Esperanza, fue perteneciente a la cartuja de Vall de Crist.
- Ermita de San Julián cercano al polígono industrial La Olivera existe un camino que lleva a una ermita situada en un pequeño montículo, está en estado ruinoso y pertenecía a la cartuja de Vall de Crist.
- Ermita de Santa María  pertenecía a la cartuja de Vall de Crist. Cuentan que a los frailes de la Cartuja de Vall de Crist que se portaban mal o que no cumplían sus deberes, eran desterrados ahí.

- Claustro Mayor situado en la actualidad en Segorbe, en el Jardín Botánico Pau.
- Retablos y Puertas situados en el museo de Segorbe: La Luz de las Imágenes.
- Retablo de la Iglesia Mayor retablo del siglo XVII (ca. 1630), obra del escultor Juan Miguel Orliens, procedente de Vall de Crist que está ahora en la Iglesia Parroquial de Altura.

## Azulejería
La cartuja de Vall de Crist fue aumentando su patrimonio siglo tras siglo y reformó sus edificios según el gusto decorativo de cada época y estas reformas no solo se ciñeron al plano arquitectónico o a la adquisición de obras de arte de los más afamados pintores o escultores de cada época (Jacomart, Rodrigo de Osona, Juan Ribalta, Juan Miguel de Orliens...), sino que también abarcaron a las llamadas artes menores: trabajos de carpintería y forja, dieron como resultado las diferentes puertas de la cartuja de Vall de Crist y los trabajos de azulejería, los pavimentos y zócalos de sus edificios.
A finales del siglo XIV y principios del siglo XV, cuando se construyen varios de los edificios claves de Vall de Crist, las solerías se pavimentan combinando las losetas bizcochadas ya sean estas: cuadradas, rectangulares, alfardones u octogonales, con los azulejos o las olambrillas decoradas en azul.
Los temas de los azulejos decorados que se utilizan en Vall de Crist son en su mayor parte de tipo vegetal: rosa gótica, ruedaviento, briona, flor del pensamiento, estrella de ocho puntas, etc; estos azulejos están siempre decorados de forma monócroma en azul.
Pertenecientes ya al siglo XVI, aparecen varios ejemplares de azulejos mudéjares, cuya característica más sobresaliente, aparte de la belleza en su decoración geométrica y colorido es la técnica con la que están realizados: cuerda seca y cuenca o arista. Este tipo de azulejos se colocaría en zócalos y no en solerías.
Durante los siglos XVI y XVII el estilo renacentista llega desde Italia a la península ibérica. La cerámica y azulejería se verán influidas por dicho estilo al igual que las demás artes.
Cambian los temas decorativos y aumentan el número de colores utilizados, pues junto al azul, verde y manganeso, se incorporan el amarillo de antimonio y el violáceo de manganeso.
Durante estos siglos los azulejos que se emplean son de serie, es decir, no forman escenas de conjunto, combinándose dos, cuatro y ocho losetas para formar un friso, el cual irá bordeado por una greca.
El repertorio decorativo de estos azulejos se basa en motivos geométricos: puntas de diamantes, clavos, amorcillos, o "putti", ovas rodeadas de "ferroneíe", estrellas de ocho puntas y el "mocadoret" en verde y blanco.
Hacia el 1633 comienzan ha realizarse una serie de reformas en varios de sus edificios, especialmente en el presbiterio de la Iglesia Mayor y en el trasagrario, colocándose un zócalo de azulejos en el que se combinan los motivos decorativos descritos anteriormente.
Hasta el siglo XVI los azulejos se habían utilizado prácticamente en su totalidad para pavimentar pero a partir del Renacimiento, se emplean para chapar las paredes, frontispicios de escaleras, etc.
Desde el siglo XVII al siglo XVIII cabe destacar que la policromía utilizada en la decoración azulejera aún es pobre, pero será a mediados del siglo XVIII cuando se incorporen nuevos colores. Cualquier dibujo llevará ahora perfilada un fina línea de manganeso.
Los dibujos correspondientes a esta época son de dos tipos: los de serie y los de figuras o temas cultos.
Los ladrillos utilizados se van haciendo más grandes según avanza el siglo y los diseños de los mismos suelen ser sobre temas populares, sin el recargamiento de las piezas de épocas anteriores.